# جامع سيدي إلياس

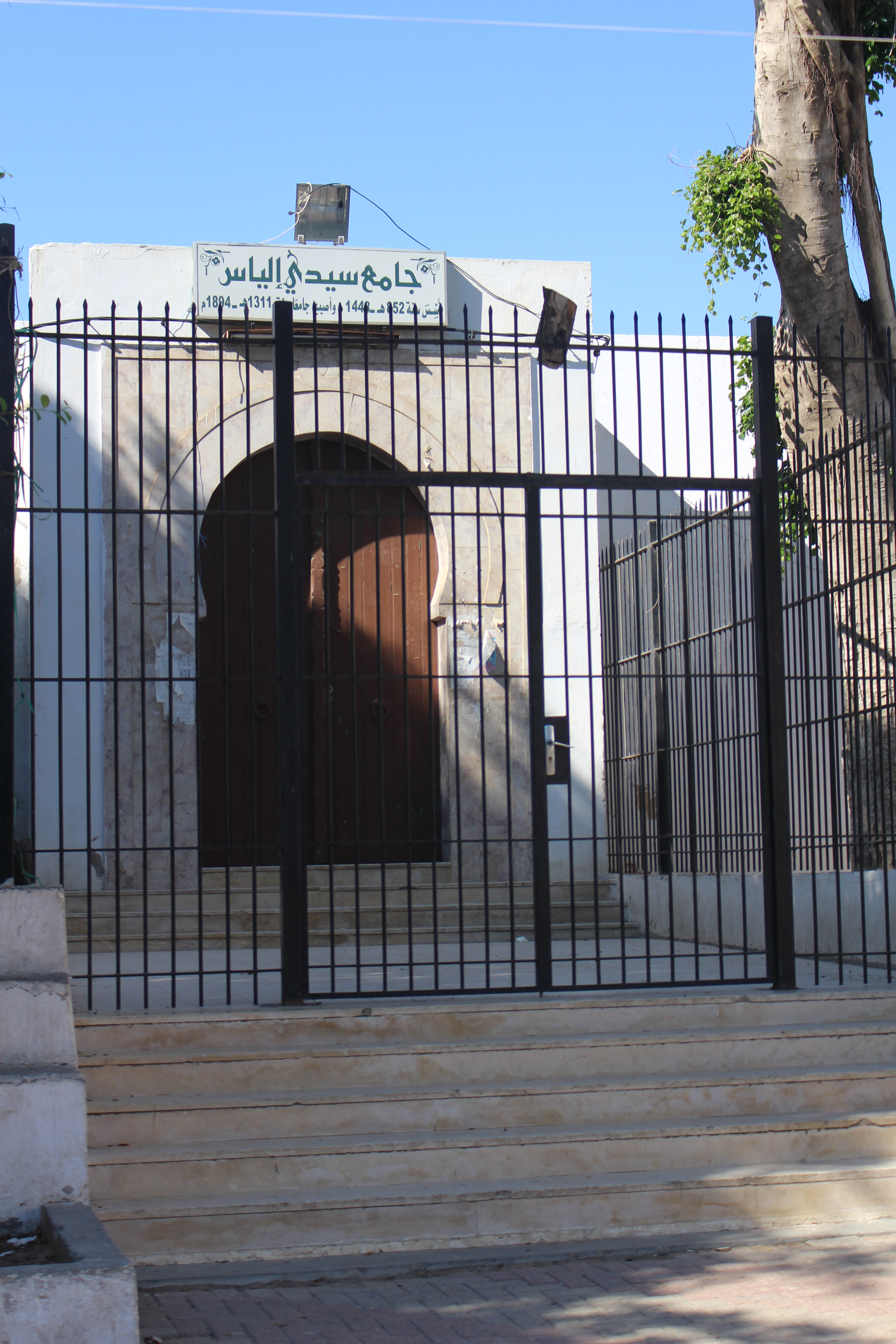
مدخل جامع سيدي إلياس الرئيسي

جامع سيدي إلياس واحد من أقدم وأهم جوامع المدينة العتيقة بصفاقس.

## موقعه
يوجد جامع سيدي إلياس بحي «حومة الحصار» (المعروفة أيضا بحارة الصناع حسب محمود مقديش) بالجزء الجنوب غربي من المدينة. تحدها جنوبا الساحة الكبرى للقصبة، غربا شارع برج القصر، شمالا نهج أميلكار وشرقا نهج سيدي عباس. يمثل الحي الذي يوجد به المسجد واحدا من أهم الأحياء نظرا لكونه أقرب واحد للقصبة، الشيء الذي أكسبه بعدا اقتصاديا كبيرا. فهو الحي الذي يتمركز به الحرفييون حتى يومنا هذا.

## تاريخه
لسوء الحظ، لا يوجد توثيق قديم لتاريخ هذا المعلم. إلا أنه ووفق النقيشة الموجودة بالواجهة الجنوبية للصومعة، فإنه قد شهد عمليات ترميم خلال فترة حكم الأمير الحفصي أبو عمر عثمان الذي حكم فيما بين 1485 و 1488 (834 و 893 هجري)، ما يأكد وجوده في القرن الخامس عشر. لا يمكن أن نجد أثرا لذكر الجامع بعد هذا إلا في القرن التاسع عشر أين تم ذكره في قائمة جرد المعالم الدينية التي وضعها طلاب المدرسة الحربية بباردو سنة 1857.
كما شهد جامع سيدي إلياس أشغال ترميم حديثة في كل من سنوات 1960، 1969 و 1985. و يذكر أنه في أشغال 1969، تم جلب أعمدة من قصر زياد لترميم المبنى.
حسب بعض الروايات الشعبية، فإنه اتخذ تسميته من اسم قائد تركي دفن داخل أسواره. إلا أنه لا يوجد بحث أو حفرية تأكد هذه النظرية ليومنا هذا.

## هندسته
يتكون الجامع من بيت صلاة وبيت إمام و مئذنة بالزاوية الجنوب شرقية. كما أنه محاط بثلاثة صحون جانبية شرقية، شمالية وجنوبية.
يفتح المدخل الرئيسي للمعلم الموجود بواجهته الشرقية على نهج سيدي عباس وهي مبنية حسب الطراز العثماني التقليدي. يبلغ ارتفاع الباب 3 أمتار وعرضه المترين والنصف. و هو يفتح على الساحة الجانبية الشرقية التي تمتد على كامل واجهة الجامع ذات الثلاثين مترا.
تمثل المئذنة الجزء الأقدم بجامع سيدي إلياس يعود للعهد الحفصي بني بأمر من حاكم المدينة أبو عبد الله محمد سنة 1488. و هي مربعة الشكل (حوالي 3 أمتار طول الضلع) يبلغ ارتفاعها 14 متر، وتتجزء من جزءين رئيسيين: الأول هو القاعدة الأساسية (10.5 متر)، و جزء ثماني الشكل (2.8 متر) تعلوه قبة كروية.

## النقيشة التذكارية
بالواجهة الجنوبية للصومعة نقيشة تذكارية من الرخام الأبيض مستطيلة الشكل مدمجة بالجدار على ارتفاع 1.8 متر من الأرض . يبلغ ارتفاعها 64 صم وعرضها 33 صم . زينت اللوحة بمسطرة وعقد نصف دائري به جريدتان ثلاثيتا الأوراق فوق النص.هذا الأخير محتواه الآتي:
"بسم الله الرحمان الرحيم
صلى الله على سيدنا ومولانا محمد
النبي الكريم وعلى آله
و سلم أفضل التسليم وأقم
الصلوة (هكذا) طرفي النهار ومن
الليل (هكذا) إن الحسنات يذهبن ال(ي)ات (هكذ)
ذلك (هكذا) ذكرا (هكذا) للذاكرين هذا ما أمر
به القايد الأجل المعظم الأكمل
أبو عبد الله محمد بن (هكذا) القايد المقدس
المرحوم أبي البشر جا الخير (هكذا) حفظه الله
في أواسط المحرم عام اثنين وخمسين و ثمانمية".